# Бытом-Карб-Узкоколейная
Бытом-Карб-Узкоколейная (пол. Bytom Karb Wąskotorowy) — станция и локомотивное депо Верхнесилезских узкоколейных железных дорог в городе Бытом (расположенная в дзельнице Карб), в Силезском воеводстве Польши. Имеет 1 платформу и 1 путь. Используются для товарного транспорта и для перевозки туристов на узкоколейной линии Мястечко-Слёнске-Узкоколейная — Бытом-Узкоколейная.
Станция построена в 1854 году, когда эта территория была в составе Королевства Пруссия.